# Illice metoxia
Illice metoxia är en fjärilsart som beskrevs av George Francis Hampson 1898. Illice metoxia ingår i släktet Illice och familjen björnspinnare. Inga underarter finns listade i Catalogue of Life.